# Lito
Cláudio Zélito Fonseca Fernandes Aguiar, znany również jako Lito (ur. 3 lutego 1975 w Pedra Badejo) – kabowerdeński piłkarz występujący na pozycji napastnika. Zawodnik klubu Atlético CP.

## Kariera klubowa
Lito karierę rozpoczynał w 1996 roku w portugalskim amatorskim zespole GD Aguias Camarate. Następnie grał w trzecioligowych drużynach AD Fafe, Sporting Espinho, Imortal DC oraz FC Maia. W 2003 roku przeszedł do pierwszoligowego Moreirense FC. W Primeira Liga zadebiutował 17 sierpnia 2003 roku w wygranym 1:0 pojedynku z Rio Ave FC, w którym strzelił także gola. Przez 2 lata w barwach Moreirense rozegrał 62 spotkania i zdobył 7 bramek.
W 2005 roku Lito odszedł do Naval 1º Maio, także grającego w Primeira Liga. Zadebiutował tam 21 sierpnia 2005 roku w wygranym 2:0 meczu z Vitórią Guimarães, w którym zdobył gola. Barwy Naval reprezentował przez 2 lata.
W 2007 roku przeszedł do innej drużyny Primeira Liga, Académiki Coimbra. Pierwszy ligowy mecz zaliczył tam 17 sierpnia 2007 roku przeciwko Sportingowi CP (1:4). W Académice spędził 3 lata.
W 2010 roku Lito podpisał kontrakt z Portimonense SC, również występującym w Primeira Liga. Ligowy debiut zanotował tam 22 sierpnia 2010 roku w przegranym 0:1 pojedynku z Naval. Przez rok w barwach Portimonense zagrał 22 razy i zdobył 1 bramkę. W 2011 roku odszedł do drugoligowego zespołu FC Arouca. W 2012 roku został zawodnikiem Atlético CP.

## Kariera reprezentacyjna
W reprezentacji Republiki Zielonego Przylądka Lito zadebiutował w 2002 roku.